# 武田元治
武田元治（たけだ　もとはる、1923年4月25日-2012年2月17日）は、日本の国文学者。

## 略歴
神戸市出身。1943年学徒出陣、中国戦線を転戦。1949年東京帝国大学文学部国文学科卒。51年同大学院（旧制）修了。高校教諭を経て1973年群馬大学教育学部助教授。1975年大妻女子大学助教授、76年教授、84-88年文学部長、大妻学院理事、96年定年退任、名誉教授。1999年勲四等旭日小綬章受勲。解釈学会会長を務めた。

## 著書
- 『傍線解釈徒然草』明治書院 1965
- 『明解基礎国語』三省堂 1971
- 『明解基礎国語問題集』三省堂 1971
- 『100人で鑑賞する百人一首』編著 教育出版センター 1973
- 『中世歌論をめぐる研究』桜楓社 1978
- 『ビーコン基礎　わかる国語1』三省堂 1982
- 『定家十体の研究』明治書院 1990
- 『「幽玄」-用例の注釈と考察』風間書房 1994
- 『西行自歌合全釈』風間書房 1999
- 『重家朝臣家歌合全釈』風間書房 2003 歌合・定数歌全釈叢書
- 『住吉社歌合全釈』風間書房 2006 歌合・定数歌全釈叢書
- 『広田社歌合全釈』風間書房 2009 歌合・定数歌全釈叢書

共著
- 『現代文解釈の原理と応用』吉田精一共著 山田書院 1958